# Молодутин
Молодутин (пол. Mołodutyn) — село в Польщі, у гміні Камінь Холмського повіту Люблінського воєводства. Населення — 165 осіб (2011).

## Історія
За даними етнографічної експедиції 1869—1870 років під керівництвом Павла Чубинського, у селі здебільшого проживали римо-католики, проте населення переважно розмовляло українською мовою.
У 1975—1998 роках село належало до Холмського воєводства.

## Демографія
Демографічна структура станом на 31 березня 2011 року:
|          | Загалом | Допрацездатний вік | Працездатний вік | Постпрацездатний вік |
| -------- | ------- | ------------------ | ---------------- | -------------------- |
| Чоловіки | 84      | 11                 | 60               | 13                   |
| Жінки    | 81      | 12                 | 41               | 28                   |
| Разом    | 165     | 23                 | 101              | 41                   |